# زاوخانماندال (زاوخان)
زاوخانماندال (به لاتین: Zavkhanmandal) یک منطقهٔ مسکونی در مغولستان است که در استان زوخان واقع شده‌است.